# Rewolucja haitańska

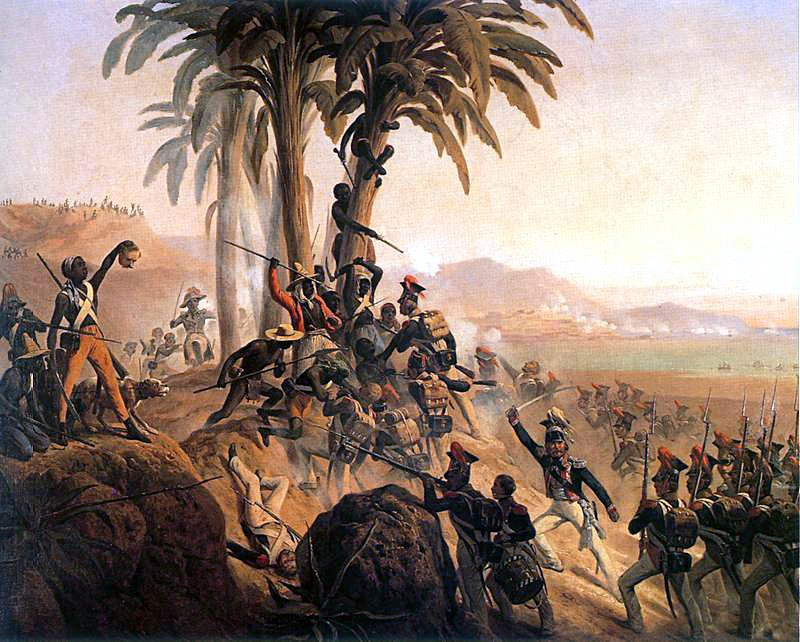
Bitwa na San Domingo (obraz Januarego Suchodolskiego)

Bitwa pod Vertières

Rewolucja haitańska – walki czarnoskórej i mulackiej części mieszkańców Saint-Domingue z siłami francuskimi w latach 1790–1804. Do ogólnych przyczyn wybuchu walk wyzwoleńczych zalicza się przede wszystkim głębokie zróżnicowanie statusu społecznego i materialnego mieszkańców wyspy, szczególnie ciężkie położenie niewolników. Bezpośrednią przyczyną wybuchu walk w końcu maja 1790 był napływ wieści z ogarniętego rewolucją Królestwa Francji o uchwaleniu przez Konstytuantę równości praw mieszkańców kolonii. W wyniku walk doszło do zerwania z metropolią i utworzenia nowego państwa noszącego dziś nazwę Haiti.

## Przyczyny
Bogactwo Karaibów brało się z zapotrzebowania na cukier w Europie i Ameryce Północnej, skąd właściciele plantacji sprowadzali to wszystko, czego na wyspach nie produkowano. Na Haiti uprawiano także kawę, kakao, indygo i bawełnę, ale uprawy te były znacznie mniejsze i nie przynosiły takich zysków jak plantacje trzciny cukrowej. W latach trzydziestych XVIII wieku Francuzi zbudowali rozległy system irygacyjny dla zwiększenia produkcji trzciny. W ciągu dziesięciu lat Saint-Domingue stała się, obok Jamajki, czołowym eksporterem cukru.
Produkcja cukru była opłacalna, ale wymagała taniej siły roboczej, a tę stanowili niewolnicy z Afryki. Biali plantatorzy zdawali sobie sprawę z liczebnej przewagi niewolników i żyli w ciągłym strachu przed wybuchem rebelii. By jej zapobiec i utrzymać posłuch uciekali się do przemocy fizycznej. W przypadku ucieczki niewolnika czy nieposłuszeństwa powszechnie stosowano chłostę, która była nie tylko karą, ale i nauczką dla innych; poważniejsze wykroczenia karano wypalaniem znamion, a nawet kastracją. W 1685 król Ludwik XIV wydał edykt Code Noir, w którym regulował zasady traktowania niewolników w koloniach, ale właściciele i nadzorcy otwarcie łamali jego postanowienia.
W 1758 biali posiadacze ziemscy zaczęli wprowadzać przepisy ograniczające uprawnienia innych warstw ludności, aż w końcu powstał sztywny system kastowy. Większość historyków uważa, że istniały trzy takie kasty. Pierwszą stanowili biali kolonizatorzy, inaczej blancs. Drugą wolni czarni (zwykle mulaci), czyli gens de couleur libres. Przedstawiciele tej warstwy zwykle byli wykształceni i służyli w armii lub pełnili funkcje administracyjne na plantacjach. Wielu było dziećmi białych plantatorów i niewolnic. Mężczyźni z tej warstwy czasami uzyskiwali wolność i posiadłości w spadku po swych białych rodzicach. Przedstawicielami trzeciej warstwy, górującej nad poprzednimi w stosunku 10:1, byli głównie urodzeni w Afryce niewolnicy. Wysoka śmiertelność w tej warstwie powodowała, że plantatorzy byli zmuszani do nieustannego sprowadzania nowych niewolników. Powodowało to odrębność kulturową Afrykanów i przepaść dzielącą ich od pozostałych mieszkańców kolonii. Na wielu plantacjach znajdowały się całe skupiska niewolników pochodzących z określonych regionów Afryki, co ułatwiało im zachować własną kulturę, religię i język. To również separowało nowych niewolników z Afryki i kreoli (niewolników urodzonych w kolonii), którzy mieli już powiązania rodzinne, pełnili bardziej odpowiedzialne funkcje na plantacjach i mieli szansę wybicia się. Większość niewolników używała na co dzień patois, czyli mieszaniny francuskiego i języków plemion z Afryki Zachodniej, co zyskało miano języka kreolskiego, używanego także przez miejscowych mulatów i białych dla porozumiewania się z niewolnikami.
Pomiędzy kolonizatorami a ich czarnymi niewolnikami często dochodziło do ostrych konfliktów. Większość z nich dotyczyła ucieczek niewolników z plantacji. Wielu z tych uciekinierów, zwanych maronami, ukrywało się gdzieś na obrzeżach dużych plantacji i żyło z tego, co udało im się ukraść. Inni uciekali do miast, gdzie mogli wmieszać się między miejskich niewolników i niewolników niedawno obdarzonych wolnością, którzy najczęściej tam zamieszkiwali. Złapany zbieg był zazwyczaj surowo karany, aczkolwiek niektórzy z właścicieli tolerowali petit marronages, czyli krótkotrwałe nieobecności na plantacjach. Częstokroć jednak duże grupy uciekinierów kryły się w lasach, organizując zbrojne napaści na plantacje trzciny czy kawy. Wprawdzie liczebność w takich grupach okresowo rosła (nawet do tysięcy osób), brakowało im przywództwa i organizacji, by pokusić się na większe akcje.
Pierwszym zdolnym do działania przywódcą maronów był charyzmatyczny houngan voodoo, François Mackandal, który potrafił zjednoczyć ruch oporu niewolników. Mackandal zjednoczył rozproszone grupy, a także zbudował tajną organizację na plantacjach, by poprowadzić niewolników przeciwko białym. Rebelia trwała od 1751 do 1757 i choć Mackandal został ostatecznie schwytany i spalony przez Francuzów na stosie w 1758, duże bandy uzbrojonych maronów siały zamęt i zniszczenie jeszcze po jego śmierci.

## Sytuacja w roku 1789
W 1789 Saint-Domingue dostarczała do Francji i Wielkiej Brytanii 60% światowej produkcji kawy i 40% światowej produkcji cukru. Kolonia była najbardziej dochodową posiadłością królestwa i najbogatszą kolonią ze wszystkich na Karaibach. Populacja niewolników na wyspie sięgała niemal pół miliona, ale ze względu na wysoką śmiertelność musiała być nieustannie uzupełniana. Rokrocznie, z powodu niedożywienia, braku odpowiednich pomieszczeń mieszkalnych, odzieży i opieki medycznej, ubywało 2-5%, na co w dodatku nakładał się brak równowagi płci: mężczyzn było zawsze więcej niż kobiet.
Plaine du Nord, tereny nadbrzeżne na północy Saint-Domingue, były najżyźniejszymi ziemiami na wyspie; tam też znajdowały się największe plantacje trzciny cukrowej. W sensie gospodarczym był to obszar o ogromnym znaczeniu, szczególnie, że cały handel kolonii szedł przez tamtejsze porty, z których główną rolę odgrywał port w  Le Cap Français, stolicy francuskiej Saint-Domingue (do 1751, gdy stolicą zostało miasto Port-au-Prince na południu. Na północy niewolnicy, pracujący w dużych grupach na plantacjach, żyli w pewnej izolacji, oddzieleni od reszty kolonii wysokim pasmem górskim, znanym jako Le Massif. W 1791 niewolnicy ci mieli połączyć się z niewolnikami miejskimi i wziąć wspólnie udział w powstaniu, które w tym właśnie regionie wybuchło. Obszar ten był również centrum osadnictwa grands blancs, bogatych białych kolonizatorów dążących do uzyskania szerszej autonomii kolonii, zwłaszcza w sensie gospodarczym.
Na Saint-Domingue w 1789 mieszkało około 40 000 białych, wśród których plantatorzy trzciny cukrowej, grands blancs, stanowili arystokrację. Większość z nich wracała jak najszybciej do Francji, by uniknąć żółtej febry, która regularnie nawiedzała kolonię. Biali należący do niższych klas, petits blancs, zajmowali się rzemiosłem, prowadzeniem sklepów, handlem niewolnikami i ich pilnowaniem. Czarnoskórych wyzwoleńców, gens de couleur, było ponad 28 000. W związku z tym, że ich liczba nieustannie rosła, władze kolonii wprowadziły dyskryminujące przepisy, określające jak mają się ubierać i gdzie mieszkać. Przepisy te ograniczały również ich dostęp do urzędów publicznych, aczkolwiek wielu z nich było – jak biedniejsi biali – rzemieślnikami i nadzorcami, bądź też służącymi w domach bogaczy. W Le Cap mieszkało wielu wyzwoleńców, którzy mieli w 1791 stanąć na czele powstania.
Obok konfliktów klasowych i rasowych, w kolonii miały miejsce również konflikty regionalne pomiędzy Nord Department (na północy Haiti), Sud Department (na południu) i Ouest Department (na zachodzie). Północ była głównym ośrodkiem handlu zamorskiego; tam też mieszkało najwięcej bogatych Francuzów. Departament Zachodni zyskał na znaczeniu dopiero w 1751, gdy stolicę przeniesiono do Port-au-Prince, i gdy – po przeprowadzeniu irygacji dolin rzecznych – powstały tam wielkie plantacje trzciny cukrowej. Departament Południowy był najsłabiej zasiedlony i najbiedniejszy, jako odseparowany od pozostałych części wyspy. Ale ta izolacja pozwoliła czarnoskórym wyzwoleńcom na uprawianie nielegalnego, ale dochodowego, handlu z brytyjską Jamajką. Obok tych wszystkich konfliktów nieustannie trwała walka pomiędzy lojalistami chcącymi pozostania w związku z Francją, zwolennikami niepodległości wyspy oraz tymi, którzy widzieli się u boku Hiszpanii lub Wielkiej Brytanii, mocarstw, które chętnie przejęłyby kontrolę nad zasobną kolonią.

## Przebieg rewolucji
Pierwsze powstanie zakończyło się klęską rebeliantów, a dowodzący nim Vincent Ogé i Jean-Baptiste Chavannes zostali straceni. W ciągu kolejnych trzech lat wystąpienia zbrojne następowały z różnym nasileniem, ale nie odnosiły większych skutków. W 1793 na wyspę przybył Léger Felicité Sonthonax ogłaszając przy tym zniesienie niewolnictwa. Tymczasem doszło do inwazji wojsk angielskich i hiszpańskich, których zadaniem było m.in. tłumienie tendencji abolicyjnych i republikańskich. Bezpośrednią przyczyną interwencji było zaś ścięcie króla Ludwika XVI przez rewolucjonistów we Francji. W tym okresie sukcesy zaczęły odnosić grupy powstańców dowodzonych przez François Toussaint L’Ouverture’a, jednak jego władza nie została uznana przez Napoleona. W 1795 interwencje zakończyli Hiszpanie, a w 1798 Brytyjczycy. W 1802 na wyspę przybył korpus ekspedycyjny pod dowództwem Charles'a-Victora-Emanuela Leclerca, który pokonał główne siły rebeliantów oraz aresztował ich przywódcę, jednak nie udało mu się całkowicie spacyfikować powstania. Walki nasiliły się w 1803, gdy na czele sił mulacko-murzyńskich stał Jean-Jacques Dessalines. Wojska francuskie zostały wówczas wzmocnione przez część żołnierzy polskich z Legionów Dąbrowskiego, jednak ponosiły coraz większe klęski, m.in. w bitwie pod Vertières.

## Rezultaty
Po serii porażek militarnych wojska francuskie zostały ewakuowane z wyspy. 1 stycznia 1804 proklamowano niepodległość Haiti, tym samym powstało drugie po Stanach Zjednoczonych niepodległe państwo z obszaru Ameryki Północnej. 22 września cesarzem Haiti został Jean-Jacques Dessalines.

## Nawiązania
- Wydarzenia są częściowo kanwą powieści kubańskiego pisarza Alejo Carpentiera "Eksplozja w katedrze" (tytuł oryginalny `El siglo de las luces`, tłum. K. Wojciechowska, 1. polskie wydanie 1966).

- Muzyk i działacz antyrasistowski Charles Mingus nawiązuje do tych wydarzeń w utworze "Haitian Fight Song" na albumie z 1957 roku o tytule "The Clown"[12].